# Statečná srdce (edice)
Statečná srdce byla sešitová edice dobrodružných příběhů pro děti a dospívající mládeži (zejména pro chlapce), kterou v letech 1969–1971 vydávalo nakladatelství Růže v Českých Budějovicích. Cílem edice bylo též podpořit skautské hnutí a jeho smysl pro morálku, romantiku a vztah k přírodě. Název edice dostala podle stejnojmenného skautského románu Jaroslava Nováka, což byl první svazek, který v ní vyšel. V rámci edice vycházely většinou reedice dobrodružných příběhů pro mládež, výjimečně se objevily i překlady.
Roku 1971 bylo v souvislosti se změnou politické situace v Československu (normalizace) vydávání edice zastaveno. V roce 1990 byla sice edice obnovena, ale vyšla v ní v reedici pouze jedna kniha. Další připravované svazky nebyly v souvislosti s ekonomickými problémy nakladatelství vydány.

## Knihy vydané v edici
- 01 Jaroslav Novák: Statečná srdce – 1969, il. Zdeněk Burian.
- 02 Jaroslav Moravec: Klekí Petra, bílý otec Apačů – 1969, il. Zdeněk Burian.
- 03 Miloš Kosina: Hoši z Modré zátoky – 1969, il. Gustav Krum.
- 04-05 Eduard Fiker: Nejdřív já – 1969, dva svazky, il. Bohumil Konečný, doplněno Fikerovou hororovou povídkou Tajemný dům z roku 1936.
- 06 Jaroslav Svojše: Jezero sedmi světel – 1969, il. Gustav Krum.
- 07 František Běhounek: Mlha nad Atlantikem – 1969, il. Václav Junek.
- 08-09 Jack London: Jerry z ostrovů – 1969, dva svazky, il. Zdeněk Burian.
- 10 Marie Nováková: Stříbro na hladině – 1970, il. Karel Toman.
- 11 Václav Habr: Sám sobě pomáhej – 1970, il. Bohumil Konečný.
- 12 Ota Kramář: Vysoko jako oni – 1970, il. Bohumil Konečný.
- 13 Petr Nevod: Žlutá jola – 1970, il. Bohumil Konečný.
- 14 Eduard Fiker: Tříoký jezdec – 1970, il. Gustav Krum.
- 15 Jack London: Povídky rybářské hlídky – 1970, il. Václav Junek.
- 16 Francis Bret Harte: Ztraceni v pustině – 1970, il. Zdeněk Burian.
- 17 Miloš Kosina: Ahoj, velrybáři – 1970, il. Václav Junek.
- 18 Jan Karel Čemus: Jezero na Vysočině – 1970, il. Gustav Krum.
- 19 Karel Fabián: Černý vlk – 1970, il. Bohumil Konečný.
- 20 Miroslav Burian: Ocelová stezka – 1971, il. Václav Junek.
- 21-22 Václav Horák: Ztroskotání v Pacifiku aneb kormidelník Wlnovský – 1971, dva svazky, il. Václav Junek.

## Nevydané připravované svazky
Svazky, které byly již avizovány s pořadovým číslem v edici: 
- 23 Jaroslav Svojše: Strážci Zlaté řeky, vyšlo až v roce 2000 v nakladatelství Leprez.
- 24 Eduard Fiker: Černý Vichr, nerealizovaná reedice románu z roku 1934.
- 25 Karel Maška: Vrácená země, vyšlo v roce 1972 v nakladatelství Růže.
- 26 Radovan Procházka: Bouře nad Pořešínem, vyšlo v roce 1975 v nakladatelství Růže.

Dále byly připravovány ještě nečíslované svazky: 
- Ivan Mikšovič: Měděný důl, vyšlo až roku 1995 v nakladatelství Scoutarch.
- Zdeněk Urbánek: Hrdina obou pólů, nerealizovaná reedice románu z roku 1943.
- František Běhounek: Trampové oceánu.
- Jaroslav Novák: Zelené jezero, nerealizovaná reedice románu z roku 1939.
- Karel Klostermann: Robinson na Otavě, nerealizovaná reedice povídky z roku 1911.

## Obnovená edice
- Jack London: Povídky rybářské hlídky – 1990, il. Václav Junek, nečíslováno.
- avizované svazky Strážci Zlaté řeky, Jerry z ostrovů a Ztraceni v pustině již nevyšly.